# الاستفتاء الدستوري الإيطالي 2006

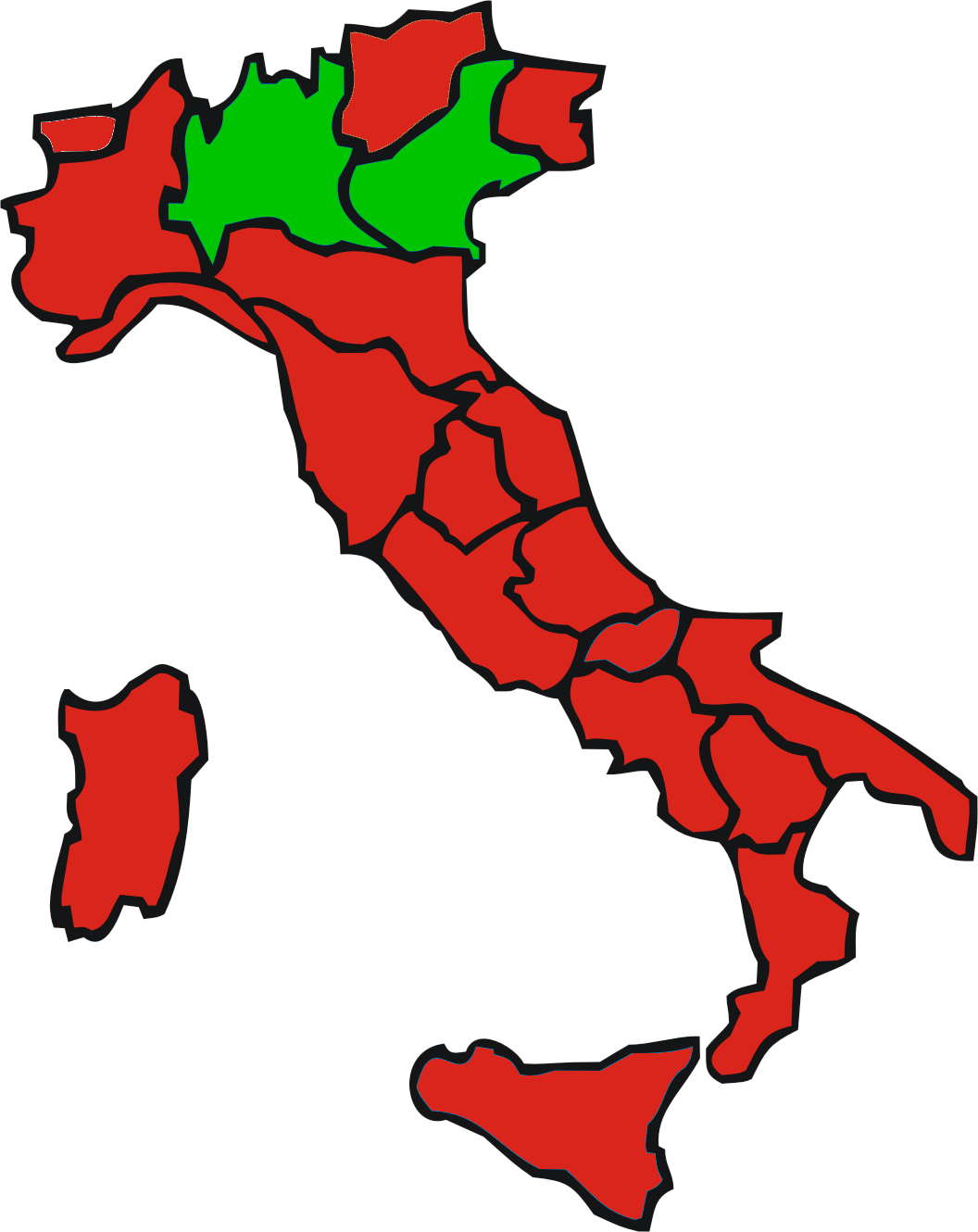
خريطة الجمهورية الفيدرالية الايطاليه الخاضعه للاستفتاء

الاستفتاء الدستوري الإيطالي 2006 عقد في إيطاليا يومي 25 و26 يونيو 2006. تم اقتراح الإصلاحات والموافقة عليها مبدئيًا خلال مجلس الوزراء سيلفيو برلسكوني الثاني والثالث بين أكتوبر 2004 ونوفمبر 2005. إذا تمت الموافقة عليها في نهاية المطاف عن طريق الاستفتاء استمرارًا للتعديلات الدستورية التي تم سنها عام 2001 فإن هذه الإصلاحات ستكمل بشكل كبير تحول إيطاليا من دولة موحدة إلى جمهورية فيدرالية. ولكن لم تتم الموافقة.